# Cantone di Bondy
Il Cantone di Bondy è una divisione amministrativa dell'Arrondissement di Bobigny.
È stato istituito a seguito della riforma dei cantoni del 2014, che è entrata in vigore con le elezioni dipartimentali del 2015.

## Composizione
Comprende parte del comune di Bobigny e i comuni di:
- Bondy
- Les Pavillons-sous-Bois